# FC Tallinn
El FC Tallinn es un equipo de fútbol de Estonia que juega en la Esiliiga, la segunda división nacional.

## Historia
Fue fundado en el año 2017 en la capital Tallinn como participante de la IV liiga en 2018. Posteriormente obtuvieron tres ascensos consecutivos que lo llevaron a la Esiliiga B en 2021 en la que terminó en cuarto lugar en la ronda de ascenso.
En 2022 es campeón de la Esiliiga B y logra el ascenso a la Esiliiga por primera vez.

## Palmarés
- Esiliiga: 1

2022
- III liiga: 1

2019